# Mary Garden

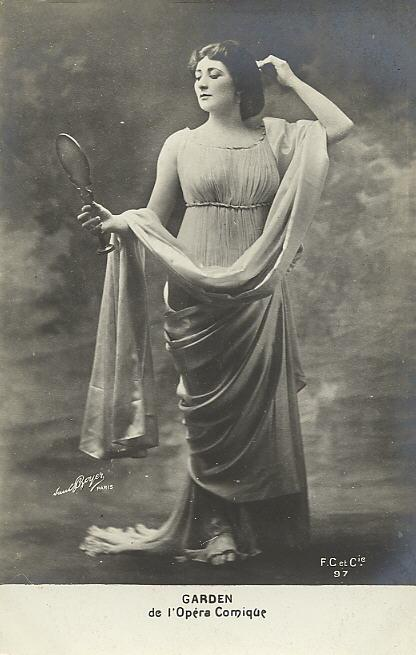
Mary Garden en el papel de Thaïs.

Mary Garden (Aberdeen, 20 de febrero de 1874-Inverurie, 3 de enero de 1967) fue una destacada soprano británica que desarrolló su carrera profesional principalmente en Francia y los Estados Unidos en el primer tercio del siglo XX. Fue descrita como «la Sarah Bernhardt de la ópera».

## Carrera artística

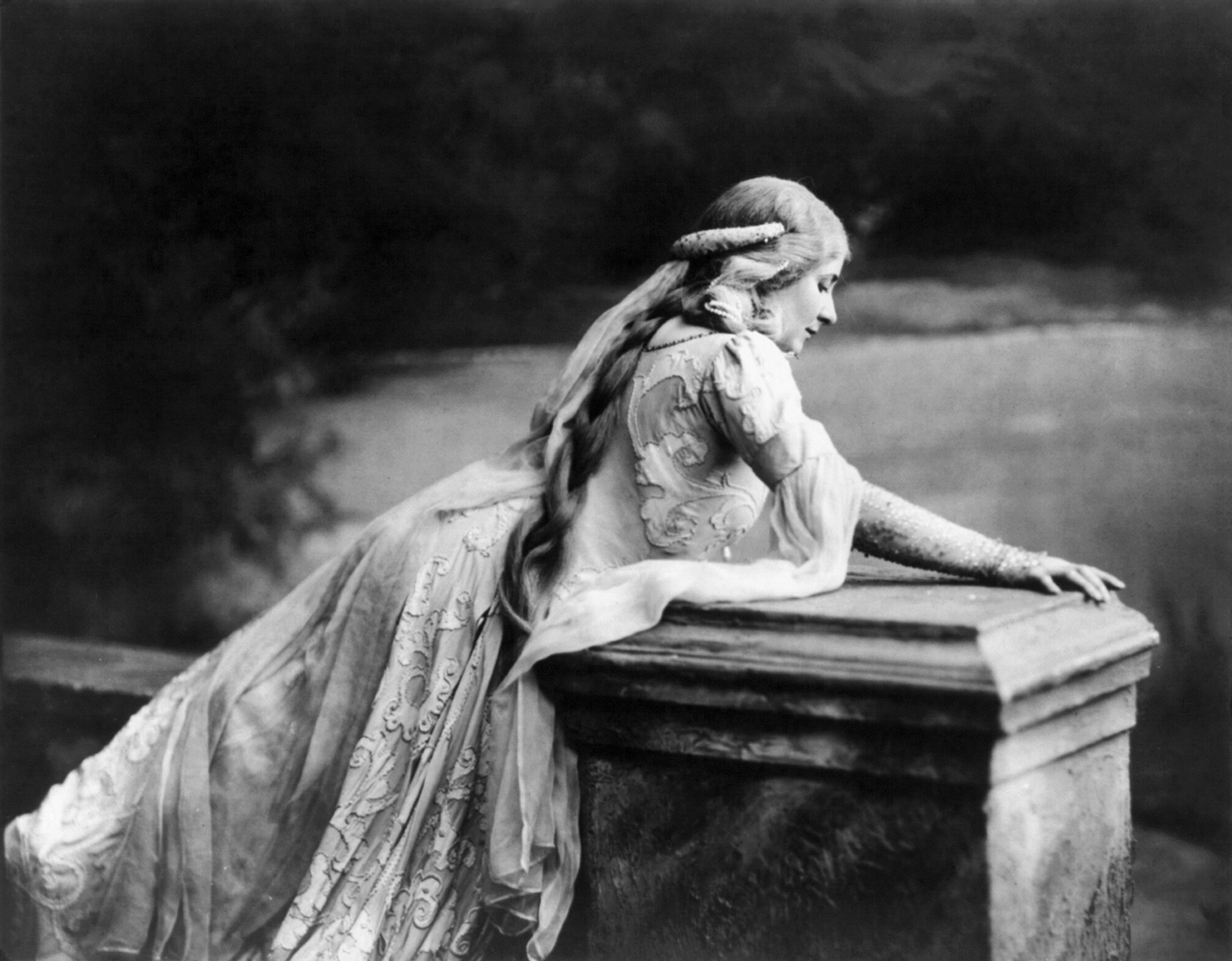
Garden en 1908

Mary Garden nació en Escocia. Cuando tenía nueve años, su familia emigró a los Estados Unidos, instalándose en Chicago. Bien pronto mostró sus aptitudes como promesa del canto, y después de estudiar en Chicago se trasladó a París para continuar su formación. Su debut tuvo lugar en abril de 1900, en el papel protagonista de la ópera Louise, de Gustave Charpentier en la Opéra-Comique, un papel con el que siempre se sintió identificada. Dos años después, Claude Debussy la seleccionó para hacerse cargo del papel protagonista en el estreno de Pelléas et Mélisande. Las interpretaciones de Garden fueron aclamadas por la crítica. También obtuvo un éxito sensacional en el papel protagonista de Salomé de Richard Strauss, cantada en versión francesa.
El debut de Mary Garden en Estados Unidos tuvo lugar en el Manhattan Opera House, el año 1907, en el papel protagonista de Thaïs, de Jules Massenet. Actuó habitualmente en la Civic Opera de Chicago entre 1910 y 1931, año en que se retiró de los escenarios operísticos. No obstante, se mantuvo activa en el campo de los recitales e impartiendo clases magistrales durante otras dos décadas.

## Vida personal

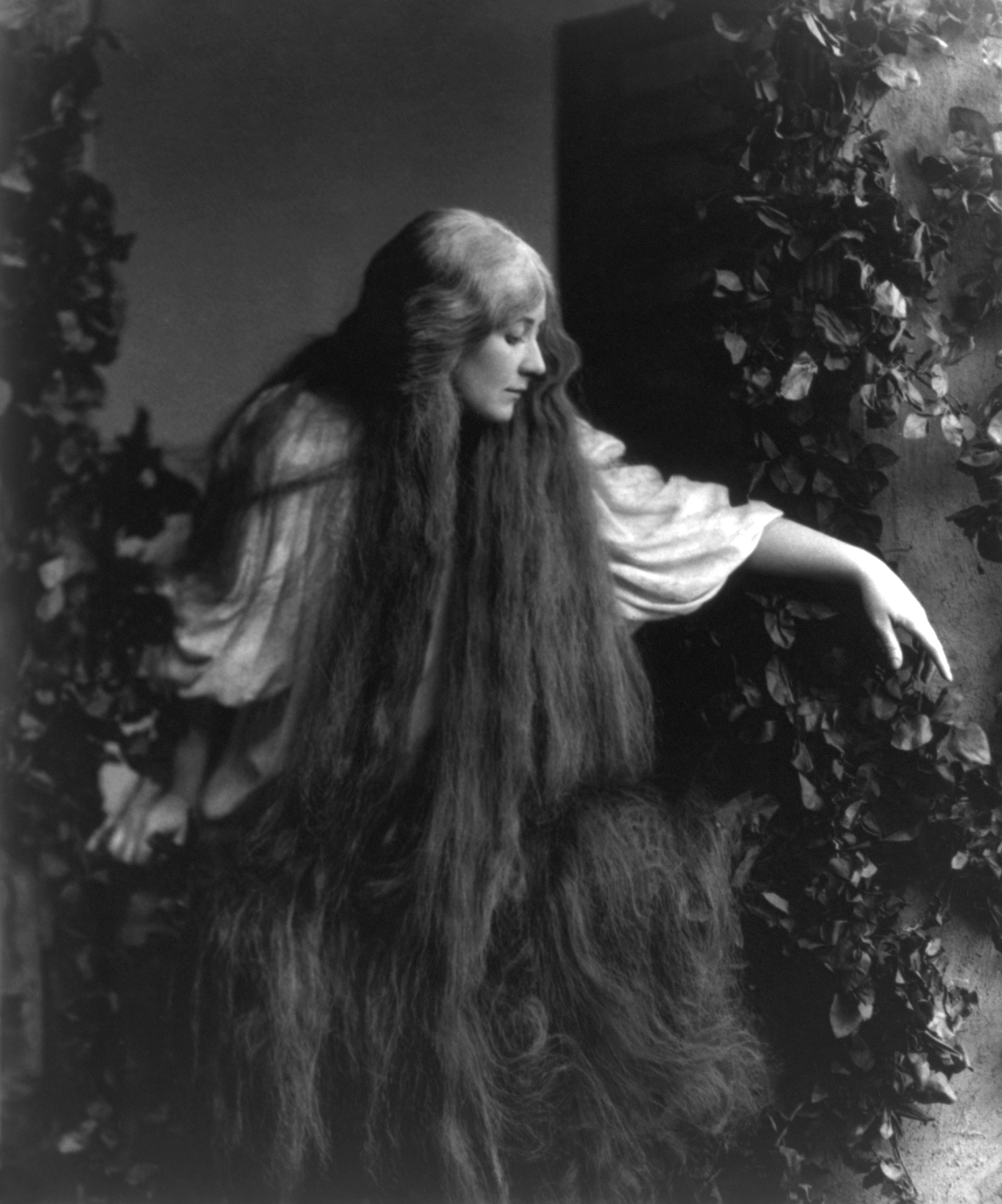
Mary Garden caracterizada como Méĺisande en Pelléas et Méĺisande de Debussy

Tal y cómo aparece retratada en su autobiografía o en la biografía escrita por Michael Turnbull, Garden fue una diva arquetípica, que sabía exactamente lo que quería. Tuvo numerosas peleas con sus colegas profesionales, de las que siempre salió victoriosa, hasta acabar haciéndose con el control de la Ópera de Chicago. Una implacable autopublicista, su ostentosa vida personal fue a menudo objeto de mayor atención que su carrera profesional. Sus asuntos amorosos, reales o imaginarios, fueron a menudo objeto de la atención de la prensa. Su autobiografía, Mary Garden's Story (1951), padece de inexactitudes. Con una evidente propensión a la exageración, se hace patente que Mary Garden ya estaba sucumbiendo a la demencia cuando fue elaborado el manuscrito. Mary Garden murió en Inverurie, cerca de Aberdeen, donde residió durante los últimos 30 años de su vida. En Aberdeen hay un pequeño jardín dedicado a su memoria, con un pequeño monumento y una inscripción.

## Grabaciones y películas
Mary Garden realizó un cierto número de grabaciones para discos de vinilo entre los años 1903 y 1929, para las compañías Gramophone Company, Columbia y Victor Talking Machine Company. Estas grabaciones continúan siendo reeditadas y son un documento de interés histórico para los amantes de la ópera, a pesar de que la misma Garden manifestó a menudo que no se encontraba satisfecha con los resultados. Son de especial interés las grabaciones que hizo acompañada al piano por el mismo Claude Debussy. Protagonizó dos películas mudas, Thais (1917) y una historia de amor ambientada en la Primera Guerra Mundial, titulada The Splendid Sinner (1918). Sin la ayuda de su voz, sus interpretaciones fueron muy criticadas y ninguno de los dos films llegó a tener éxito. 